# 92 Pułk Artylerii Przeciwpancernej
92 pułk artylerii przeciwpancernej (92 pappanc) – oddział artylerii przeciwpancernej ludowego Wojska Polskiego. 
Pułk sformowany został w 1949 roku, w Bolesławcu na bazie 13 i 14 dappanc. Podlegał początkowo dowódcy 11 Dywizji Piechoty Zmotoryzowanej, a od 12 czerwca 1950 roku dowódcy OW IV. W 1951 roku przeniesiony został z Bolesławca do Gniezna, wszedł w skład 28 Brygady Artylerii Przeciwpancernej. W grudniu 1956 roku jednostka została rozformowana.

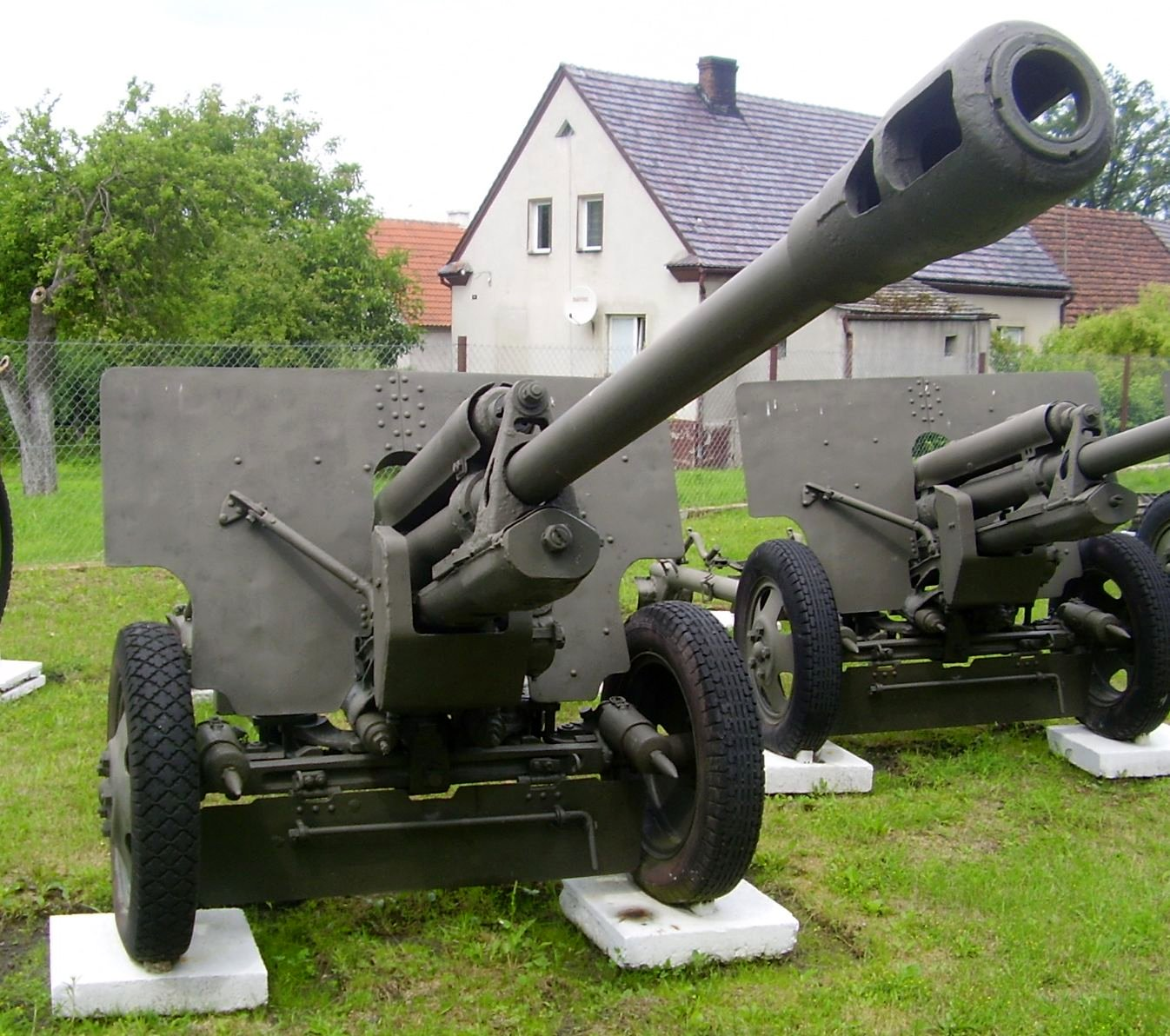
Armata dywizyjna wz. 42 ZIS-3

## Skład organizacyjny
- Dowództwo pułku[4]
  - dwa dywizjony artylerii przeciwpancernej

Uzbrojenie pułku stanowiły 24 armaty 76 mm ZIS-3.